# カイヤ・サーリアホ
カイヤ・アンネリ・サーリアホ（Kaija Anneli Saariaho, 1952年10月14日 - 2023年6月2日）は、フィンランドの作曲家。ヘルシンキ出身。

## 略歴
地元のシベリウス音楽院を卒業後、フライブルクにてブライアン・ファーニホウとクラウス・フーバーに師事し、パリのIRCAMでも経験を積んだ。1989年にイタリア賞を獲得、クロノス・カルテットのための作品によってリンカーン・センターからアルス・エレクトロニカ賞を、またアンサンブル・アンテルコンタンポランのための作品によってIRCAMより授賞されている。2000年にはソプラノと電子楽器のための《Lonh 》によって北欧協議会音楽賞を授与された。2001年にはロルフ・ショック賞音楽部門にて受賞している。余り言及がされないが、北欧出身でクラーニヒシュタイナー音楽賞の作曲部門で受賞した女性は彼女が最初である。音楽芸術誌上で間宮芳生が絶賛し、日本の聴衆にもかなり親しまれた存在である。2014年度の武満徹作曲賞の審査員を務めた。
2023年6月2日、パリの自宅にて死去。70歳没。公式Instagramに公表されているが、死因は癌であった。
作品は、チェスター社から出版されている。

## 作風
- 1980年代と1990年代の作品は、9人の奏者とライヴ・エレクトロニクスのための《光の弧　Lichtbogen》（1985-86年）や弦楽四重奏とライヴ・エレクトロニクスのための《睡蓮（秘密の花園III） Nymphéa (Jardin secret III)》（1987年）などのように、音色の強調や、伝統楽器と電子楽器の併用によって特徴づけられていた[要出典]。
- チェスター出版社に移籍してからは次第に古典への回帰が顕著となり、1990年代後半になると、電子楽器を手控え、しだいに旋律を強調するようになった。そして、旋律に伴奏そしてノイズといった極めて解りやすい音楽様式の提示へむかう。オペラの委嘱が入ったことで彼女の作風はさらに平明なものになった。ただし、古典的なものに完全に回帰したわけではなく、彼女の作品は協和音程の連続の音響体となっている[要出典]。ミニマリズムの作曲家ではないが、反復進行は極めて多い[要出典]。
- フルートを使った作品が多く、現代音楽のフルーティストはサーリアホの作品が定番のレパートリーとなっている[要出典]。

## 主要作品
- Verblendungen (1984; orchestra, electronics)
- Lichtbogen (1986; flute, percussion, piano, harp, strings, live electronics)
- Io (1987; large ensemble, electronics)
- Nymphéa (1987; string quartet, electronics)
- Petals (1988; cello, electronics)
- Du cristal... (1989; orchestra, live electronics)
- ...à la Fumée (1990; solo alto flute and cello, orchestra)
- Graal théâtre (1994; violin, orchestra)
- L’amour de loin (2000; opera)
- Orion (2002; orchestra)
- Adriana Mater (2005; opera)
- Asteroid 4179: Toutatis (2005; orchestra)
- La Passion de Simone (2006; oratorio/opera)
- Notes on Light (2007; cello concerto)
- Terra Memoria (2007; string quartet)
- Laterna Magica, 2008
- Émilie (2010; opera)